# Ільменський 1-й
Ільменський 1-й (рос. Ильменский 1-й) — хутір у Михайлівському районі Волгоградської області Російської Федерації.
Населення становить 245 осіб. Входить до складу муніципального утворення Арчединська сільська рада Михайлівського міського округу.

## Історія
Хутір розташований у межах українського історичного та культурного регіону Жовтий Клин.
Згідно із законом від 28 червня 2012 року № 65-ОД органом місцевого самоврядування є відділ сільської території Арчединська сільська рада Михайлівського міського округу.

## Населення
| 2010 |
| ---- |
| 245  |